# Europees kampioenschap waterpolo mannen 1999
Het 24ste Europees kampioenschap waterpolo voor mannen vond plaats van 2 september tot 11 september 1999 in Florence, Italië. 12 teams namen deel aan het toernooi.

## Voorronde

### Groep A
| Datum       | Land        | Land        | Uitslag |
| ----------- | ----------- | ----------- | ------- |
| 2 september | Griekenland | Slovenië    | 9-5     |
| 2 september | Slowakije   | Kroatië     | 7-9     |
| 2 september | Italië      | Hongarije   | 7-7     |
| 3 september | Griekenland | Slowakije   | 8-3     |
| 3 september | Slovenië    | Hongarije   | 3-11    |
| 3 september | Kroatië     | Italië      | 7-6     |
| 4 september | Slowakije   | Slovenië    | 8-7     |
| 4 september | Hongarije   | Kroatië     | 7-6     |
| 4 september | Italië      | Griekenland | 7-6     |
| 5 september | Slovenië    | Kroatië     | 4-9     |
| 5 september | Griekenland | Hongarije   | 3-8     |
| 5 september | Slowakije   | Italië      | 5-6     |
| 6 september | Hongarije   | Slowakije   | 13-6    |
| 6 september | Kroatië     | Griekenland | 9-6     |
| 6 september | Italië      | Slovenië    | 9-7     |

| Groep A |             |             |             |             |             |            |            |            |        |
| #       | Land        | Wedstrijden | Wedstrijden | Wedstrijden | Wedstrijden | Doelpunten | Doelpunten | Doelpunten | Punten |
| #       | Land        | G           | W           | G           | V           | V          | T          | Saldo      | Punten |
| 1       | Hongarije   | 5           | 4           | 1           | 0           | 46         | 25         | 21         | 9      |
| 2       | Kroatië     | 5           | 4           | 0           | 1           | 40         | 30         | 10         | 8      |
| 3       | Italië      | 5           | 3           | 1           | 1           | 35         | 32         | 3          | 7      |
| 4       | Griekenland | 5           | 2           | 0           | 3           | 32         | 32         | 0          | 4      |
| 5       | Slowakije   | 5           | 1           | 0           | 4           | 29         | 43         | -14        | 2      |
| 6       | Slovenië    | 5           | 0           | 0           | 5           | 26         | 46         | -20        | 0      |

### Groep B
| Datum       | Land        | Land        | Uitslag |
| ----------- | ----------- | ----------- | ------- |
| 2 september | Duitsland   | Spanje      | 4-9     |
| 2 september | Nederland   | Rusland     | 7-10    |
| 2 september | Roemenië    | Joegoslavië | 5-7     |
| 3 september | Roemenië    | Duitsland   | 3-5     |
| 3 september | Joegoslavië | Rusland     | 8-9     |
| 3 september | Spanje      | Nederland   | 11-8    |
| 4 september | Nederland   | Roemenië    | 4-4     |
| 4 september | Rusland     | Spanje      | 4-6     |
| 4 september | Duitsland   | Joegoslavië | 3-3     |
| 5 september | Duitsland   | Nederland   | 7-8     |
| 5 september | Roemenië    | Rusland     | 7-8     |
| 5 september | Joegoslavië | Spanje      | 7-10    |
| 6 september | Nederland   | Joegoslavië | 6-11    |
| 6 september | Spanje      | Roemenië    | 8-10    |
| 6 september | Rusland     | Duitsland   | 6-7     |

| Groep B |             |             |             |             |             |            |            |            |        |
| #       | Land        | Wedstrijden | Wedstrijden | Wedstrijden | Wedstrijden | Doelpunten | Doelpunten | Doelpunten | Punten |
| #       | Land        | G           | W           | G           | V           | V          | T          | Saldo      | Punten |
| 1       | Spanje      | 5           | 4           | 0           | 1           | 44         | 33         | 11         | 8      |
| 2       | Rusland     | 5           | 3           | 0           | 2           | 37         | 35         | 2          | 6      |
| 3       | Joegoslavië | 5           | 2           | 1           | 2           | 36         | 33         | 3          | 5      |
| 4       | Duitsland   | 5           | 2           | 1           | 2           | 26         | 29         | -3         | 5      |
| 5       | Roemenië    | 5           | 1           | 1           | 3           | 29         | 32         | -3         | 3      |
| 6       | Nederland   | 5           | 1           | 1           | 3           | 33         | 43         | -10        | 3      |

## Kwartfinales
| Datum       | Land      | Land        | Uitslag |
| ----------- | --------- | ----------- | ------- |
| 8 september | Rusland   | Italië      | 6-7     |
| 8 september | Kroatië   | Joegoslavië | 9-7     |
| 8 september | Spanje    | Griekenland | 6-7     |
| 8 september | Hongarije | Duitsland   | 15-4    |

## Halve Finale ronde

### 5e/8e plaats
| Datum       | Land        | Land    | Uitslag |
| ----------- | ----------- | ------- | ------- |
| 9 september | Duitsland   | Rusland | 7-8     |
| 9 september | Joegoslavië | Spanje  | 5-8     |

### Halve Finales
| Datum       | Land        | Land    | Uitslag |
| ----------- | ----------- | ------- | ------- |
| 9 september | Griekenland | Kroatië | 7-10    |
| 9 september | Hongarije   | Italië  | 7-5     |

## Plaatsingsronde

### 11e/12e plaats
| Datum       | Land      | Land     | Uitslag |
| ----------- | --------- | -------- | ------- |
| 8 september | Nederland | Slovenië | 7-8     |

### 9e/10e plaats
| Datum       | Land     | Land      | Uitslag |
| ----------- | -------- | --------- | ------- |
| 8 september | Roemenië | Slowakije | 9-8     |

### 7e/8e plaats
| Datum        | Land      | Land        | Uitslag |
| ------------ | --------- | ----------- | ------- |
| 10 september | Duitsland | Joegoslavië | 5-8     |

### 5e/6e plaats
| Datum        | Land    | Land   | Uitslag |
| ------------ | ------- | ------ | ------- |
| 10 september | Rusland | Spanje | 14-12   |

## Bronzen Finale
| Datum        | Land   | Land        | Uitslag |
| ------------ | ------ | ----------- | ------- |
| 11 september | Italië | Griekenland | 7-6     |

## Finale
| Datum        | Land      | Land    | Uitslag | Periode           |
| ------------ | --------- | ------- | ------- | ----------------- |
| 11 september | Hongarije | Kroatië | 15-12   | (1-3,6-2,3-4,5-3) |

## Eindrangschikking
| Goud   | Hongarije   |
| Zilver | Kroatië     |
| Brons  | Italië      |
| 4      | Griekenland |
| 5      | Rusland     |
| 6      | Spanje      |
| 7      | Joegoslavië |
| 8      | Duitsland   |
| 9      | Roemenië    |
| 10     | Slowakije   |
| 11     | Slovenië    |
| 12     | Nederland   |

Europees kampioenschap waterpolo mannen

1926 · 
1927 · 
1931 · 
1934 · 
1938 · 
1947 · 
1950 · 
1954 · 
1958 · 
1962 · 
1966 · 
1970 · 
1974 · 
1977 · 
1981 · 
1983 · 
1985 · 
1987 · 
1989 · 
1991 · 
1993 · 
1995 · 
1997 · 
1999 · 
2001 · 
2003 · 
2006 · 
2008 · 
2010 · 
2012 · 
2014 · 
2016 · 
2018 · 
2020 · 
2022 · 
2024
Europees kampioenschap waterpolo vrouwen

1985 · 
1987 · 
1989 · 
1991 · 
1993 · 
1995 · 
1997 · 
1999 · 
2001 · 
2003 · 
2006 · 
2008 · 
2010 · 
2012 · 
2014 · 
2016 · 
2018 · 
2020 · 
2022 · 
2024